# Fragment's Note
《Fragment's Note》是一款由日本游戏厂商ULLUCUSHEAVEN和ALVION共同开发、于2012年7月18日发行于iOS平台的基于触摸屏的恋爱冒险游戏。体验版于2012年8月31日发布。2012年12月19日发布1.03版，在这个版本中，添加了朝霞雪月和白鷺絵里的相关剧情，同时增加了CG模式功能。游戏全程无语音，有BGM。

## 故事简介
某日放学后，主人公天条悠輝葉向暗恋的青梅竹马朝霞雪月告白，却遭到朝霞雪月的拒绝。在悠輝葉倍感消沉之时，天条美羽突然出现在他面前，并自称是悠輝葉的女儿，目的是为了让悠輝葉获得幸福。另一方面，悠輝葉遇到了在俄罗斯居住时的青梅竹马ミーシャ。从这以后，悠輝葉的未来发生了改变。

## 登场人物

### 主角
天条悠輝葉（Tenzyou Yukiha）
本遊戲的主角（玩家视角）。曾在俄罗斯呆过一段时间。会俄语。
ミーシャ·エイゼンシュテイン
从俄罗斯转学到悠輝葉所在学校的留学生。是悠輝葉在俄罗斯居住时的青梅竹马。出身于俄罗斯的名门家庭。喜欢悠輝葉。性格如同小动物一般，在班上被同学们当作吉祥物看待。
天条羽耶（Tenzyou Haya）
悠輝葉的义姐。对于悠輝葉来说是如同母亲一般的人。也是悠輝葉学校的兼职校医。为人可靠，善于照顾人，很受师生的欢迎。也是雪月的青梅竹马。最拿手的料理是鹽雞鍋（日文）。

### 配角
天条美羽（Tenzyou Miu）
从未来来到悠輝葉身边，声称要让悠輝葉获得幸福，也是为了实现自己愿望。能使用各种高科技道具帮助悠輝葉。性格中有孩子的一面。对雪月充满敌意，把雪月称作“人偶”。能轻易解出重点大学的入学考试题。料理技术也不错。真实身份是雪月的女儿，悠輝葉、羽耶和ミーシャ的养女。旧姓橘，曾用名橘美羽。
朝霞雪月（Asaka Yukituki）
悠輝葉的青梅竹马，常为悠輝葉做早饭。是絵里的好朋友。曾经是悠輝葉暗恋的对象。自从拒绝了悠輝葉的告白，与悠輝葉的关系变得疏远。
白鷺絵里（Sirasagi Eri）
悠輝葉和雪月的同班同学。班上的保健委员。不喜欢男性，喜欢女性。学习优秀，是雪月的好朋友。以雪月为中介，认识了悠輝葉。
天坂幹也（Amasaka Mikiya）
悠輝葉的好友之一。深思熟虑，懂得为朋友着想。在悠輝葉有难处时必定会出手相助。虽然很受女性的欢迎，但是本人却不喜欢接近其他女性。
藤倉一秀（Mizikura Kazuhide）
悠輝葉的好友之一。性格开朗、直爽。常常帮助悠輝葉。常说出不应景的话，成为絵里和幹也的沙包。
アレクサンドル·エイゼンシュテイン
ミーシャ的父亲，是个有钱人。与悠輝葉有过一面之交。

## 与故事相关的术语和理论
ES细胞
接近于胚胎干细胞的概念。在美羽所在的未来已经可以实用于治愈疾病和治疗肌肉酸痛。
个体和个性
个体是人能通过其他人来区分自己；个性是人通过童年时代的经验形成的稳定性。

## 美羽的道具
故事中出现的美羽从未来带来的道具。用于推动剧情。
银色腕轮
美羽的道具之一。可以使人隐身。
紫色腕轮
美羽的道具之一。可以增加或减轻重力。只能操作使用者接触到的物品的重力。持续时间短。
跳跃装置
美羽的道具之一。可以实现瞬间移动。会给使用者带来身体上的肌肉酸痛等负作用。带来的负作用与使用者的重量和跳跃的距离成正比。
可伸缩电枪
美羽的道具之一。可以用于防身。

## 注脚
1. ↑  （日語）Fragment's Note for iPhone, iPod touch, and iPad on the iTunes App Store （页面存档备份，存于）
2. ↑  .   [2012-10-09]. （原始内容存档于2012-07-27）.
3. ↑  （日語）Fragment's Note在游戏官网的介绍 （页面存档备份，存于）
4. ↑  （日語）Fragment's Note在4gamer.net的介绍 （页面存档备份，存于）
5. ↑  .   [2012-10-09]. （原始内容存档于2013-02-22）.
6. ↑  .   [2012-10-09]. （原始内容存档于2013-02-22）.
7. ↑  .   [2012-10-09]. （原始内容存档于2013-02-23）.
8. ↑  .   [2012-10-09]. （原始内容存档于2013-02-22）.
9. ↑  .   [2012-10-09]. （原始内容存档于2013-02-22）.
10. ↑  .   [2012-10-09]. （原始内容存档于2013-02-24）.
11. ↑  .   [2012-10-10]. （原始内容存档于2013-02-24）.
12. ↑  .   [2012-10-10]. （原始内容存档于2013-02-24）.